# Kanton Jaligny-sur-Besbre
Jaligny-sur-Besbre is een voormalig kanton van het Franse departement Allier. Het kanton maakte deel uit van het arrondissement Vichy.  
Het werd opgeheven bij decreet van 27 februari 2014, met uitwerking op 22 maart 2015. Alle gemeenten werden opgenomen in het nieuwe kanton Moulins-2.

## Gemeenten
Het kanton Jaligny-sur-Besbre omvatte de volgende gemeenten:
- Bert
- Châtelperron
- Chavroches
- Cindré
- Jaligny-sur-Besbre (hoofdplaats)
- Liernolles
- Saint-Léon
- Sorbier
- Thionne
- Treteau
- Trézelles
- Varennes-sur-Tèche